# Federació Equatoguineana de Futbol
La Federació Equatoguineana de Futbol (FEF, FEGUIFUT) —en castellà: Federación Ecuatoguineana de Fútbol— és la institució que regeix el futbol a Guinea Equatorial. Agrupa tots els clubs de futbol del país i es fa càrrec de l'organització de la Lliga de Guinea Equatorial de futbol i la Copa. També és titular de la Selecció de futbol de Guinea Equatorial absoluta i les de les altres categories.
Va ser formada el 1975.
- Afiliació a la FIFA: 1986
- Afiliació a la CAF: 1986